# 윌리엄 에드거

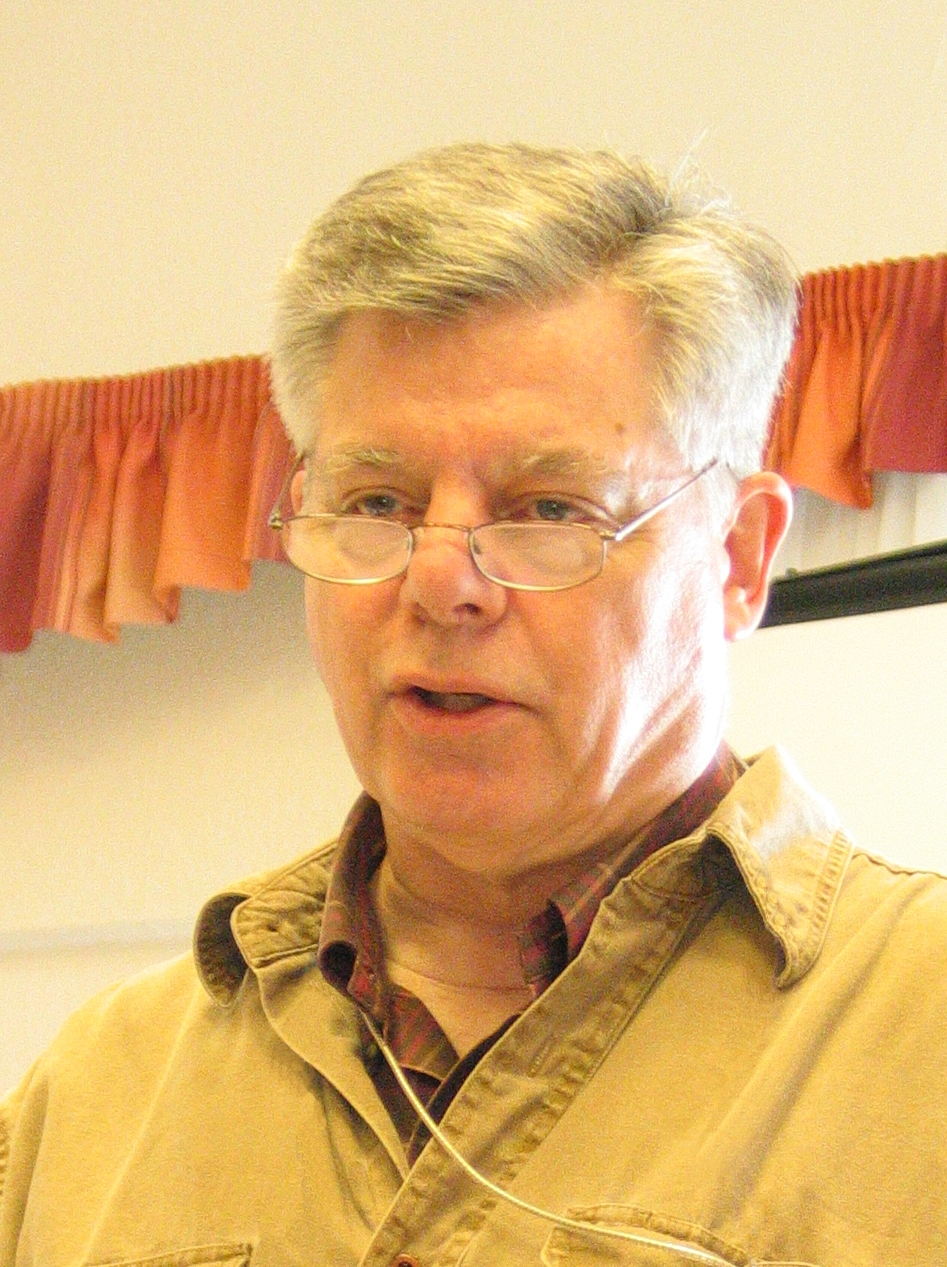
2012년 헝거리에서 열린 유럽 리더십 포럼에서 윌리엄 에드거

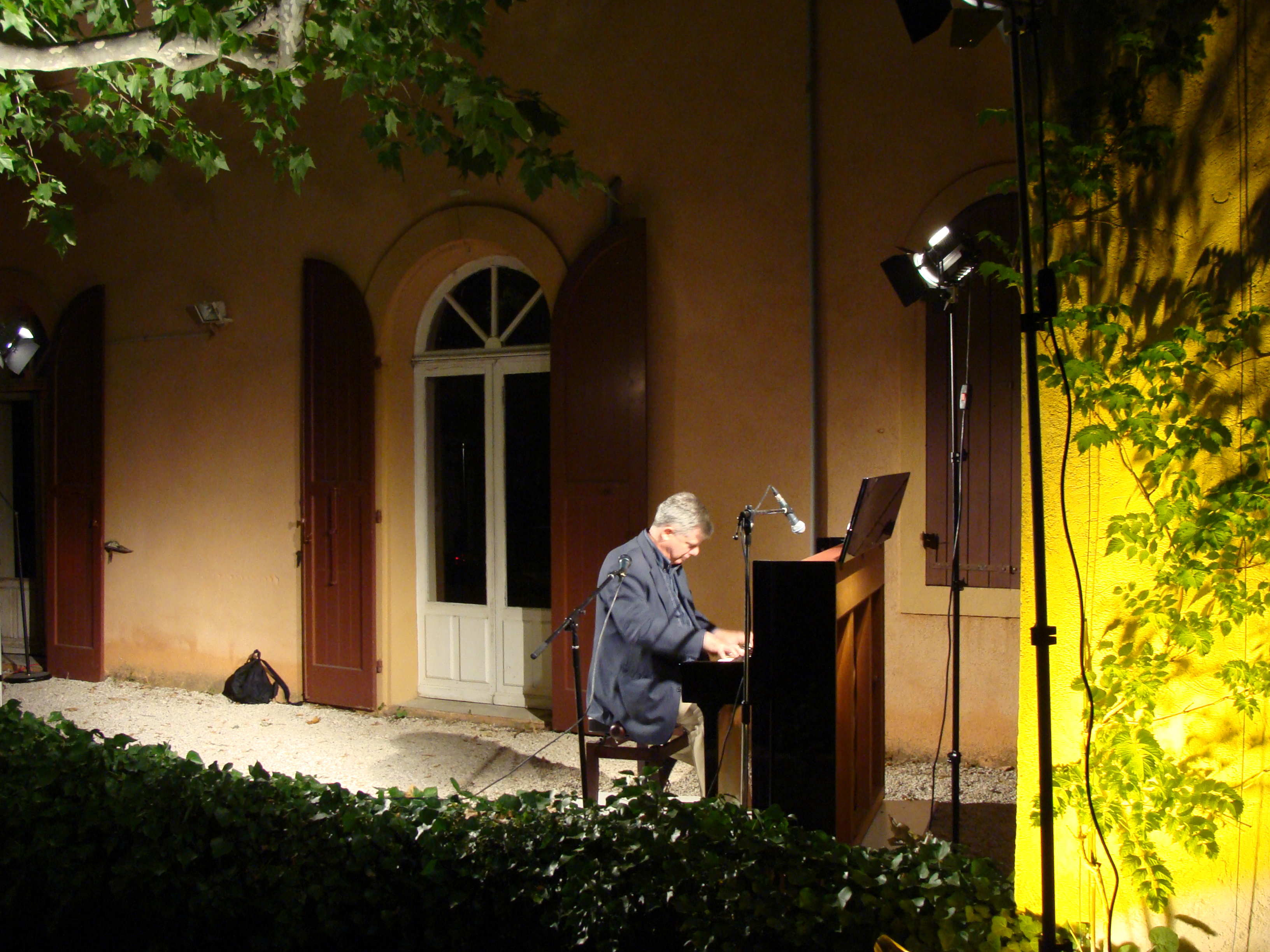
윌리엄 에드가 교수가 피아노 연주를 하고있다. 칼뱅 신학교, 악쌍 프러방스, 프랑스, 2009년 7월 11일

윌리엄(빌) 에드거(William Edgar, 1944년, 노스 캐롤라이나주 윌밍톤에서 출생)는 웨스트민스터 신학교에서 변증학교수이다. 찰스 콜슨(Charles Colson)의하면 그는 복음주의에서 가장 가치있는 학자로 그리고 변증학자로로 불리고 있다.

## 경력
하버드 대학의 음악학도였으나 우연히 방문한 스위스의 라브리에서 프란시스 쉐퍼를 만나 회심하고 신학자가 되기에 이르렀다. 오랜 세월 쉐퍼를 가까이에서 지켜보고 교제하고 동역한 저자가 한쪽의 입장에 치우지지 않되 애정 어린 시선으로 열정적인 쉐이퍼의 삶을 생동감 있게 풀어냈다. 현재 웨스트민스터 신학교의 변증학 교수이자 웨스트민스터 신학저널(Westminster Theological Journal)의 편집장, 위그노교 협회장으로 활동하면서 포커스위원회와 그린우드 학교에서도 일하고 있다. 웨스트민스터에서 만난 바바라와 결혼해 두 자녀와 세 손자를 두었다. 프랑스의 위그노 출신인 그는 경건함과 따뜻한 마음을 소유한 신학자이며 음악가이며 학생들의 지도에 있어서 매우 세밀한 학자이다. 한국의 제자로는 안명준, 한상화, 이상원 교수를 비롯한 많은 제자들이 있다.

## 저서 및 편집
- Covenantal Apologetics, Suffering and the Goodness of God, Heralds of the King
- An Introduction to Systematic Theology, Cornelius Van Til (Edit)

## 참고 문헌
- Taking Note of Music. London 1986, SPCK
- Reasons of the Heart. 1996, Baker/Hourglass
- La carte protestante. 1997, Labor et Fides
- The Face of Truth: Lifting the Veil. 2001, P & R, 2001
- Truth in All Its Glory: Commending the Reformed Faith. 2004, P & R
- Les dix commandements. 2007, Excelsis
- Christian Apologetics Past and Present: A Primary Source Reader: Volume 1, To 1500. 2009, Crossway
- Beyond the Frame. 2010, Trinity Forum, 2010
- Christian Apologetics Past and Present: A Primary Source Reader: Volume 2, From 1500. 2011, Crossways
- Schaeffer on the Christian Life: Countercultural Spirituality. Forthcoming 2013, Crossways

## 같이 보기
- 웨스트민스터 신학교